# Junkie (album)
Pour les articles homonymes, voir Junkie.
Albums de 3 Steps Ahead
Most Wanted & Mad
Junkie est le second album du producteur et DJ néerlandais 3 Steps Ahead, commercialisé en 2000.

## Description
Junkie, le second album de 3 Steps Ahead, est la compilation des productions antérieures de l'artiste, et de nouvelles pistes créées à l'occasion de l'album. Des simple y sont présentés tels que Paint it black, reprise du Paint It, Black des Rolling Stones. Il se compose de deux CD, de seize morceaux chacun. Comme lors de son prédécesseur Most Wanted & Mad, 3SA introduit de petits textes narratifs, plaqués sur une musique d'ambiance plutôt glauque, lors de courtes pistes.
En comparaison de l'album précédent, le style musical se décale quelque peu, passant d'un happy hardcore assez festif (Drop It, sur MW&M) à un gabber plus dur (Hardcore, Gabbertime), pour aller vers le doomcore (Cloud 9) ou l'industrial (Strictly business). Certains[Qui ?] y voient l'influence de l'annonce de son cancer, début 2000. Une nouvelle édition est ressortie en 2012, cette fois-ci chez Derailed Traxx.Black.

## Liste des titres
| CD 1 1. Kick Off 2. Cloud 9 3. Wanna Have Sex ?! 4. I'm A H.C.M.F. (Original Mix) 5. Believe In Me (Fellow Mix) 6. Believe In Me 7. House From Hell 8. Sound Of The Underground 9. Floating Body 10. Hard Tek 11. Bad 12. Junkie (Natural Mix) 13. Junkie 14. Paint It Black (Single Edit) 15. Obsession 16. What Have I Done | CD2 1. Mindblower 2. Hardcore 3. Wanna Be Famous? 4. I Just Love To Get Stoned 5. Fuk The Police 6. M.D. Is A F.M. 7. Funny 8. Goodtime 9. We Fuck Up Beats 10. Midnight Tonight 11. Thunderdome Till We Die 12. Gabbertime 13. Studio Chat 14. Strictly Business 15. Future Shock 16. Kick Out |